# 驴耳鲍螺
Module:Autotaxobox第170行Lua错误：attempt to index a nil value
驴耳鲍螺（学名：Haliotis asinina），是原始腹足目鲍螺科鲍螺属的一种。主要分布于印度尼西亚、中国，常栖息在亚潮间带、浅海、低潮线下。

## 資料來源
1. ↑  Peters, H. . The IUCN Red List of Threatened Species. 2021, 2021: e.T78749198A78772393. doi:10.2305/IUCN.UK.2021-1.RLTS.T78749198A78772393.en .
2. ↑  . 台湾贝类资料库.   [2009-08-11]. （原始内容存档于2016-03-04）.

## 外部連結
- 石決明 Shijueming （页面存档备份，存于） 中藥材圖像數據庫 (香港浸會大學中醫藥學院)